# Au revoir Mr. Chips
Pour les articles homonymes, voir Goodbye, Mr. Chips.
Pour plus de détails, voir Fiche technique et Distribution.

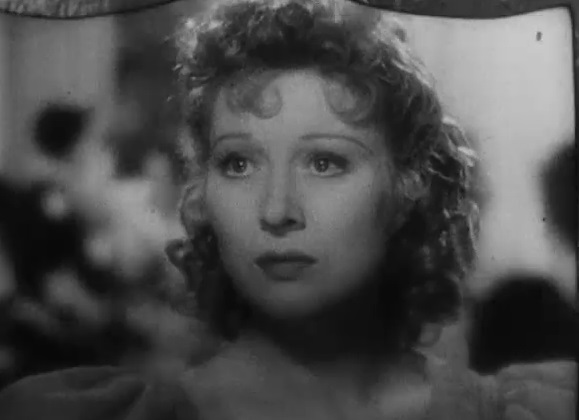
Greer Garson

Au revoir Mr. Chips (Goodbye, Mr. Chips) est un film britannique réalisé par Sam Wood, sorti en 1939.

## Synopsis
Le film commence en 1933. Mr. Chipping (Robert Donat), un professeur à la retraite qui doit bien avoir dans les quatre-vingts ans, a attrapé froid et est contraint de garder la chambre. Il s'endort et se met à rêver de sa carrière, laquelle a duré pas moins de 58 ans.
Flashback :
Lorsque Charles Edward Chipping, alors âgé de 22 ans, arrive pour la première fois comme professeur de latin à l'école de Brookfield en 1870, il subit les moqueries des élèves. En réaction, il impose une discipline sévère dans sa classe, ce qui lui vaut le respect, mais également une certaine inimitié. C'est grâce à son impopularité et à son intransigeance qu'il obtient une promotion en 1888.
Prenant conscience que le métier qu'il exerce n'est pas vraiment fait pour lui, assombri, il se met à reconsidérer son avenir. Toutefois, le professeur d'allemand, Max Staefel (Paul Henreid), le sauve du désespoir en l'emmenant en vacances en Autriche, pays dont il est originaire. Alors qu'il fait de l'escalade, Chipping « sauve » Kathy Ellis (Greer Garson) quoiqu'elle n'ait pas vraiment eu besoin d'être sauvée. Kathy est une suffragette anglaise acharnée, qui se détend en faisant du cyclotourisme. Ils se rencontrent à nouveau à Vienne et dansent sur l'air du Beau Danube bleu. Le morceau sera utilisé comme un leitmotiv, symbolisant l'amour que Chipping éprouve pour elle. Bien qu'elle soit considérablement plus jeune et plus enjouée que lui, elle tombe sous son charme et l'épouse. Ils reviennent en Angleterre, et Kathy élit résidence à l'école, où elle séduit tout le monde grâce à sa personnalité chaleureuse.
Leur mariage dure peu, car elle meurt subitement, quelque temps après l'enfant qu'elle vient de mettre au monde. Néanmoins, cela aura suffi pour qu'elle sorte « Mr. Chips » de sa coquille et qu'elle lui montre comment être un meilleur professeur, et plus populaire aussi. Il s'initie aux plaisanteries en latin. Au fil des ans, « Chips » acquiert le statut d'institution, il est aimé de tous et se lie avec des générations d'étudiants. Il finit par être le professeur des fils et des petits-fils de ses premiers étudiants.
Acculé par la pression d'un directeur « moderne », Chips est amené à prendre sa retraite en 1914 à l'âge de 65 ans. Mais il est bientôt rappelé pour enseigner le latin, puis comme directeur intérimaire, à cause d'une pénurie de professeurs due à la Première Guerre mondiale. Pendant une attaque aérienne d'un zeppelin allemand, Chips insiste pour que les élèves continuent à apprendre le latin. Il choisit alors d'étudier La Guerre des Gaules de Jules César et spécialement les batailles contre les Germains, décrivant la nature belliqueuse des Allemands, ce qui amuse les étudiants.
Alors que la Grande Guerre s'éternise, chaque dimanche, Chips fait la lecture à voix haute, dans les livres d'honneur de l'école, des noms de tous les nombreux anciens élèves et professeurs qui sont morts au combat. Lorsqu’il découvre que Max est mort en se battant aux côtés des Allemands, Chips lit néanmoins son nom à voix haute dans la chapelle.
Il se retire définitivement en 1918, et alors que le flashback se termine et revient en l'année 1933, il meurt paisiblement dans son sommeil, réconforté par le souvenir de milliers de jeunes garçons qu'il a guidés et instruits durant plus de cinq décennies.

## Analyse
Le film, production britannique réalisée par un Américain, Sam Wood, fait partie de la poignée de films tournés avant que n'éclate la Seconde Guerre mondiale pour la Metro-Goldwyn-Mayer British, créée dans la seconde moitié des années 1930.
Avec des accents parfois mélodramatiques, c'est la chronique racontée en flashback de la vie d'un professeur d'un collège huppé anglais, depuis ses débuts hésitants et maladroits jusqu'à sa mort. Par son sujet (le professeur atypique qui marque de façon indélébile les vies de ses élèves), le film en préfigure d'autres, comme La Cage aux rossignols (1945) et d'autres. Certains connurent un assez grand succès comme Le Cercle des poètes disparus, Professeur Holland et Les Choristes, lui-même étant le remake de La Cage aux rossignols.
Robert Donat réussit la gageure d'interpréter un personnage qui vieillit non seulement physiquement, depuis environ l'âge de 20 jusqu'à celui de 80 ans, mais aussi psychologiquement, sous l'influence des gens qu'il rencontre et de sa femme en particulier. Sa composition, tout à fait crédible, saisissante et très souvent émouvante, lui valut de remporter l'Oscar du meilleur acteur à Hollywood.

## Fiche technique
- Titre : Au revoir Mr. Chips
- Titre original : Goodbye, Mr. Chips
- Réalisation : Sam Wood
- Scénario : Robert Cedric Sherriff, Claudine West et Eric Maschwitz, d'après le roman de James Hilton
- Production : Victor Saville
- Société de production : Metro-Goldwyn-Mayer British Studios Ltd.
- Photographie : Freddie Young
- Direction musicale : Louis Levy
- Montage : Charles Frend
- Pays de production :  Royaume-Uni
- Format : Noir et blanc - 1,37:1 - Mono
- Genre : Comédie dramatique
- Durée : 114 minutes
- Dates de sortie :
  - États-Unis : 15 mai 1939 (première à New York), 28 juillet 1939 (sortie nationale)
  - Royaume-Uni : 8 juin 1939 (première à Londres)
  - France : 27 décembre 1939
  - Allemagne : 29 septembre 1998 (1re télévisée)

## Distribution
- Robert Donat : Mr. Chips
- Greer Garson : Katherine
- Terry Kilburn : John Colley / Peter Colley I / Peter Colley II / Peter Colley III
- John Mills : Peter Colley jeune
- Paul Henreid : Staefel
- Judith Furse : Flora
- Lyn Harding : Wetherby
- Milton Rosmer : Chatteris
- Frederick Leister : Marsham
- Louise Hampton : Mrs. Wickett
- Austin Trevor : Ralston
- David Tree : Jackson
- Edmund Breon : Colonel Morgan
- Jill Furse : Helen Colley
- Scott Sunderland : Sir John Colley

Et, parmi les acteurs non crédités :
- Simon Lack : Wainwright
- Jack Lambert : rôle indéterminé
- John Longden : Raven
- Nigel Stock : John Forrester

## Galerie

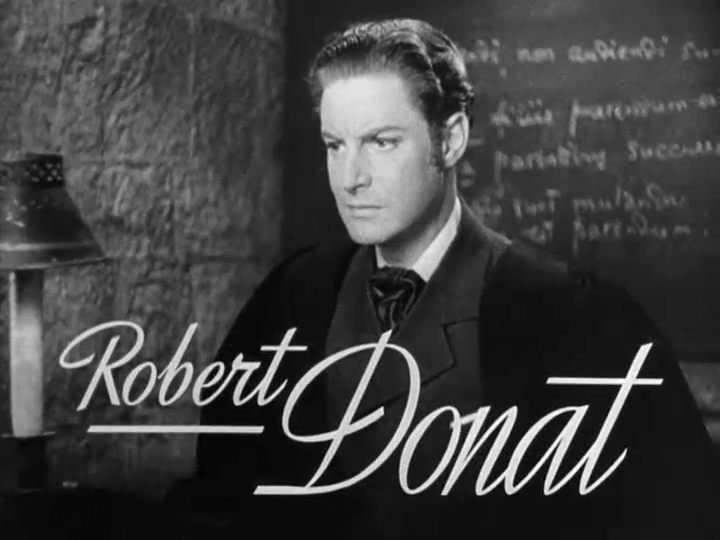
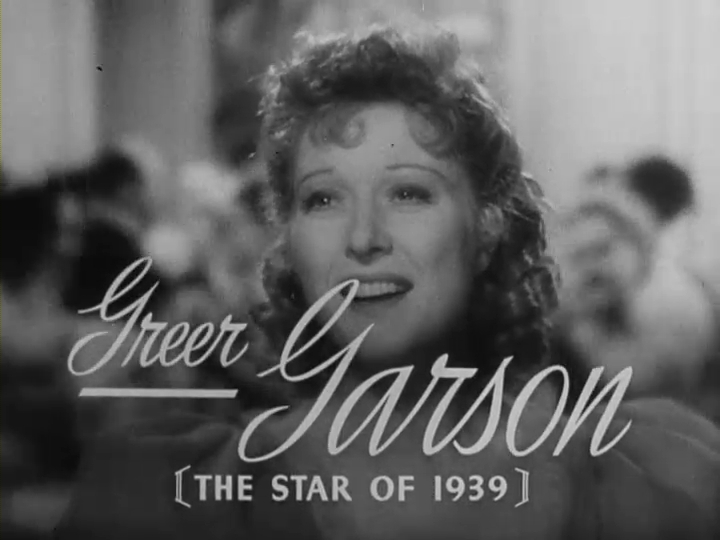
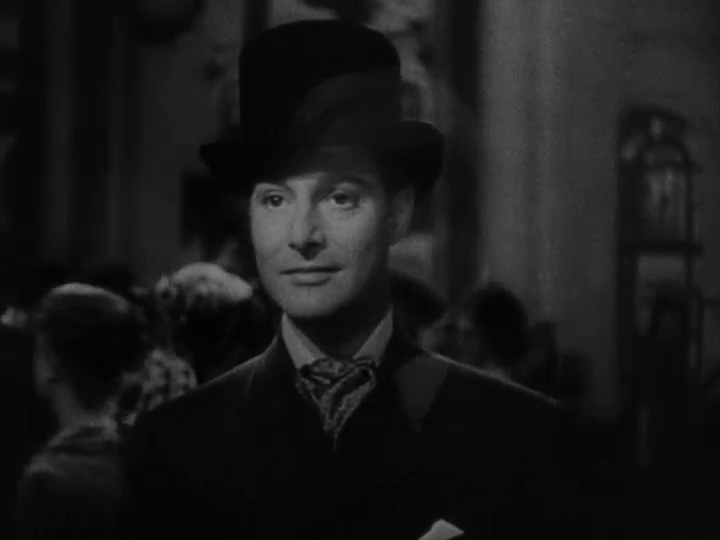
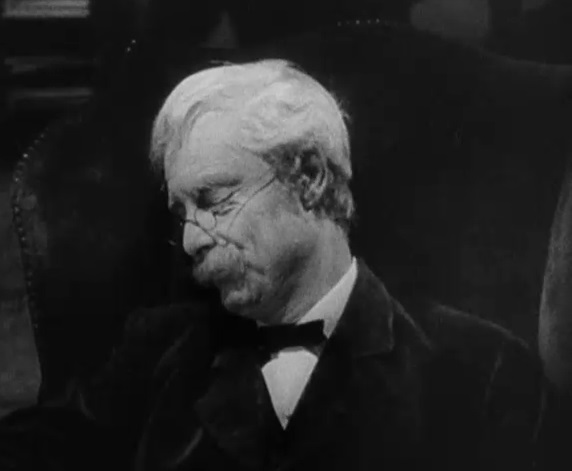

## Distinctions
Prix reçu
- Oscar du meilleur acteur 1940 pour Robert Donat.

Nominations
- Festival de Cannes 1939 : sélection officielle en compétition ;
- Pour la 12e Cérémonie des Oscars en 1940 :
  - Nommée pour l'Oscar de la meilleure actrice 1940 : Greer Garson ;
  - Nommé pour l'Oscar du meilleur réalisateur : Sam Wood ;
  - Nommé pour l'Oscar du meilleur montage : Charles Frend ;
  - Nommé pour l'Oscar du meilleur film ;
  - Nommé pour l'Oscar du meilleur son : A.W. Watkins (Denham SSD)
  - Nommés pour l'Oscar du meilleur scénario adapté : Eric Maschwitz, R.C. Sherriff et Claudine West.

## Autour du film
- Le roman de James Hilton fut une nouvelle fois adapté au cinéma en 1969, par Terence Rattigan pour un film, musical, réalisé par Herbert Ross et avec, dans les deux rôles principaux, Peter O'Toole et Petula Clark.

### Vidéographie
- zone 2 : Au revoir Mr. Chips, Warner Home Video, 2004,  (EAN 7-321950-658374).